# Nyctimene malaitensis
Nyctimene malaitensis là một loài động vật có vú trong họ Dơi quạ, bộ Dơi. Loài này được Phillips mô tả năm 1968.

## Hình ảnh

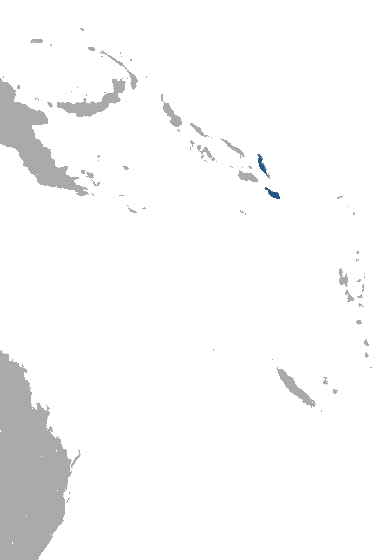